# 高橋竹山 (2代目)
二代目 高橋 竹山（にだいめ たかはし ちくざん）は日本の津軽三味線奏者。1997年1月、「高橋竹与」改め「二代目・高橋竹山」を襲名。

## 来歴・人物
幼少の頃に三味線に出会い、11歳で稽古を始める。
17歳の時、津軽三味線奏者の初代高橋竹山のレコードを聴いたのがきっかけとなり、18歳で竹山の内弟子となる。
三味線のみならず、名人とうたわれた成田雲竹の格調高い津軽民謡も師・竹山から学びながら、高橋竹与(ちくよ)の名で師・竹山と共に舞台に立つ。
基本を大切にしながら民謡にこだわらず、様々なジャンルの演奏家たちと共演して活動の場を広げ独自の音楽表現を模索。伝統にモダンな現代感覚と女性らしい繊細さを盛り込んで、全国各地をまわり演奏活動を続ける。

## プロフィール
- 1979年 - 6年間の内弟子生活を経て自立。
- 1980年 - 初の独演会を東京・渋谷ジァン・ジァンで開く。以後、独自の演奏活動を行いながら、師・竹山について日本国内はもとより、海外でも演奏。
- 1986年 - アメリカ7都市公演。
- 1992年 - フランス・パリ公演。
- 1995年 - 6月、師・竹山から独立して15年目を迎えたのを期に初のアルバム「津軽三味線とその試み」(ディスク・ジァン・ジァン)を発表。三味線独奏曲や師・竹山との三味線二重奏曲などの他、かつて詩人の寺山修司が竹与の為に作詞し、竹与自身が作曲した『さらば東京行進曲』『歌のわかれ』『せきれい心中』『紅がすり抄』、北海道民謡「江差追分」とアラブの民謡をベースにした、ヴァイオリニストの太田恵資との即興的セッション『北の唄』、三味線とジプシーヴァイオリンが交錯するトルコ舞踊曲『ロンガ・シャーナーズ』などを収録。
- 1996年 - 8月、イギリスのエジンバラ・フェスティバルに参加。以後5年に渡り毎年参加する。
- 1997年 - 1月、「高橋竹与」改め「二代目・高橋竹山」を襲名。襲名披露演奏会(ゲスト出演＝初代・竹山)を渋谷ジァン・ジァンで開く。11月、二代目襲名から十か月にわたって二人の「竹山」の動きを追い、初代が残そうとするもの、二代目が引き継ごうとするものを描いた NHK人間ドキュメント「弾き継ぐ～津軽三味線・高橋竹山の襲名」放送。
- 1998年 - 9月、二代目襲名後の初のアルバム「三味線口説」(ディスク・ジァン・ジァン)を発表。10月、アメリカ・ロサンゼルス、シアトルにて公演。ジャズ・フェスティバルにも参加、地元のジャズ・ミュージシャンと共演する。
- 2000年 - 2月、ミュージック・フロム・ジャパンの招きにより、アメリカ・ワシントンDC、ニューヨークにて公演。2枚組アルバム「chikuzan」を発表。
- 2000年 - 9月、エジンバラフェステバル参加以後、拠点を新潟県糸魚川市に移し2002年まで活動休止。その後、プロスキーヤー達との交流を深め、彼らのスキー合宿で自宅を提供。その結果、「icon」のDVDに即興で演奏し、長野県「白馬ウィング21」でも彼らと共演をする。演奏活動の合間をぬって自宅において、小室等、坂田明、黒田京子、花柳双喜美、柳家さん喬、田中泯などが訪れライブ、パフォーマンスを重ねる。同時に隣の公民館を利用して「OOHORA・学校」を主催し、各分野（学術、芸能、他）の講演会を開催して地元民、遠方の聴衆者達と交流する。

- 2008年 - 10月、紀尾井小ホールにて、初代竹山 没後十年特別公演 ドラマリーディング「高橋竹山　津軽三味線ひとり旅」（主催　財団法人 新日鐵文化財団）で音楽を担当し、演奏者として出演する。8年ぶりの新譜アルバム「三味線じょんから　-竹山の汀へ-」を発表。
- 2009年 - 舞踊家・田中泯と白州、甲府、掛川、京都にて共演。
- 2010年 - アコーディオニストのcobaと、上越市で共演。「糸魚川ジオパーク音頭」（作詞：佐々木幹郎、作曲：小室等）発表コンサートを糸魚川市で公演。初代・高橋竹山「生誕百年記念コンサート」出演。初代の地元平内町で開催。
- 2011年 - 「糸魚川ジオパーク音頭」CD発売記念コンサートを東京文化会館で公演。東北各地を、8月よりチャリティーコンサートで巡る。劇団文化座の佐々木愛との二人舞台「越後つついし親不知」を8回公演する。（最終公演は竹山の自宅で開催）
- 2012年 - ジャズピアニスト・山下洋輔と福岡県みやこ市で共演。東北各地の旅を継続。
- 2013年 - 5月15日、作曲家／ヴォーカリスト／ピアニスト・小田朋美、画家・成田彩とのコラボレーションアルバム「彩」発表。5月17日ハーモニカの松田アリ幸一と上越にて共演。
- 2014年 - サラヴァ東京（渋谷）にて定期演奏会シリーズを開始。
- 2016年 - 初代高橋竹山のドキュメンタリー映画「津軽のカマリ」(企画、撮影、監督大西功一)撮影で全国各地を巡る。
- 2017年 - 「二代目高橋竹山」襲名20周年記念コンサートを東京、大阪、全国各地で行う。
- 2018年 - 「初代高橋竹山」没後20年メモリアールコンサートを東京、大阪、全国各地で行う。
- 2019年 - 大道芸人のギリヤーク尼ヶ崎と函館で初共演。
- 2020年1月31日 - BSテレ東「武田鉄矢の昭和は輝いていた　津軽三味線・高橋竹山～風雪が生んだ魂の音」のゲストとして十代目柳家小三治ともに出演する。
- 2021年9月23日-「竹山三味線口説き~我が耳に聴き、我が声に乗せて語る~」東京文化会館(小ホール)
- 2022年10月15日-『高橋竹山襲名25周年』記念コンサート　共演☆小田朋美  東京文化会館(小ホール)
- 2023年3月中旬から4月下旬にかけて映画【津軽のカマリ】上映会と二代目高橋竹山演奏会で全国キャラバンを開催
- 2025年7月5日,6日　NHK ETV特集(1998年）「最後の舞台」〜津軽三味線　高橋竹山の挑戦〜放映される。
- 2025年8月31日-カメリアホール(東京江東区）「真夏の幻」高橋竹山コンサート　共演：笹久保伸(ギタリスト)　小田朋美(ピアニスト)

## 音楽作品
- 津軽三味線とその試み（ディスク・ジァン・ジァン、1995年）
- 三味線口説（ディスク・ジァン・ジァン、1998年）
- CHIKUZAN（2000年）
- 三味線じょんから ー竹山の汀へー （2008年）
- 彩（トライレコード、2013年）〔ピアノ：小田朋美／アートワーク：成田彩〕